# Posturologie
Posturologie (nebo také posturika) je vědní disciplína zabývající se postoji a uspořádáním těla v prostoru. Za posturologii lze považovat i sdělování fyzickými postoji a jednotlivými částmi těla (naklonění hlavy). U posturologie je důležitá empatie. Posturologické projevy se řadí do neverbální komunikace.
Tělesná poloha a fyzický postoj člověka naznačuje nejen to, co se s jedincem v danou chvíli děje, ale i to, co se s ním dělo v předchozí chvíli a do jisté míry i to, co bude následovat v příštím okamžiku. Obdobně jako u proxemiky i zde sehrává svou roli celá řada faktorů, např. temperament, momentální psychické rozpoložení, kulturní vliv aj. Lze říci, že poloha, kterou osoba v sociální interakci zaujímá, vyjadřuje i její postoj k okolnímu dění.

## Definice posturologie
Podle Leška je posturologie uspořádání těla v prostoru, jeho postavení a držení. Posturologie vydává signál o tom, co se odehrává v dané osobě v konkrétní sociální interakci. To, co lidé vyjadřují posturologií je statickým zachycením dynamického pohybu. Posturologie je společensky limitována.
Podle Vymětala se posturologie zabývá komplexně držením těla, jeho napětím nebo uvolněním, náklony, polohou rukou, nohou, hlavy, směrem natočení těla a konfigurací všech částí těla. Posturologie vychází ze základního poznatku, že „lze nemluvit, ale nelze nezaujmout žádnou polohu těla a žádný postoj.“ Z posturologických signálů tak lze poměrně snadno poznat, jak si partneři či přítomní cení jedni druhých a jak se vůči sobě férově či neférově chovají. Do posturologických signálů lze zařadit i některé signály z kineziky, například chůze.

## Kongruence a nekongruence
- kongruentní posturologie – vzájemný soulad osob účastnících se skupinové interakce, jeden ze způsobů nonverbálního vyjádření souhlasu, např. hovořící osoby mají ruce volně podél těla nebo založeny na prsou.
- nekongruentní posturologie – nesouhlas, opozice členů ve skupinové interakci, např. hovořící osoba má ruce podél těla a naslouchající na prsou.

V pokusech studujících vliv souladu a nesouladu v postojích výsledky odhalily, že ten, kdo zaujímal kongruentní postoje byl vnímán podstatně kladněji než ten, kdo se choval nekongruentně. Tyto poznatky se aplikovaly v psychoterapeutické praxi. Když šlo o navázání kontaktu mezi psychoterapeutem a pacientem, psychoterapeut se snažil zaujímat fyzické postoje podobné jako pacient, čímž se snadněji docílilo tzv. raportu – bližšího osobního kontaktu.

## Charakteristika nonverbálních projevů v rámci posturologie
(podle Jara Křivohlavého)
1. Vzhled
  - pečlivě upravený zevnějšek
  - v mezích normálu
  - zanedbaný
2. Fyzický postoj
  - příliš uvolněný
  - přirozený
  - nepřirozeně strojený
3. Pohyby rukou
  - výrazná nehybnost – utlumené pohyby
  - normální pohyby
  - nadměrně živé – prudké pohyby
4. Pohyby těla
  - výrazný klid
  - standardní pohyby
  - výrazný motorický neklid
5. Pohyby nohou
  - stálý klid – téměř bez hnutí
  - normální pohyby
  - nadměrná hybnost
6. Pohyby hlavy
  - hlava v naprostém až strnulém klidu
  - normální pohyby
  - nápadná, výrazná pohyblivost
7. Gestikulace
  - téměř žádná
  - běžná gestikulace
  - přemrštěná gestikulace
8. Mimika dolní části obličeje – oblast úst
  - pohyby výrazně potlačeny
  - normální pohyblivost
  - mimořádná pohyblivost
9. Pohledy – aktivita v oční oblasti
  - pohyby očí minimální
  - pohledová činnost v mezích normálu
  - nadměrná živost pohybu očí
10. Mrkací pohyby
  - minimální
  - normální
  - vysoká frekvence mrkání
11. Mimika horní části obličeje – partie obočí a čela 
  - téměř naprostá nehybnost
  - normální aktivita
  - mimořádně živá činnost

Vzezření, vnější vzhled člověka je v sociálním kontaktu první informací o něm, která působí po celou dobu kontaktu. Ve zkratce lze uvést dva body:
- atraktivní partner působí přesvědčivěji
- vzhledově a vzezřením podobná osoba (totožný střih vlasů, vousů, podobná volba oblečení, ale i fyzická podoba) působí důvěryhodněji

## Základní tělesné polohy
- ve stoje
- v sedě
- v leže
- v kleče